# Rosstànie
Rosstànie (en rus: Росстанье) és un poble (un possiólok) de la República de Mordòvia, a Rússia, segons el cens del 2009 tenia un habitant, pertany al municipi de Rússkoie Karàievo.